# Endre Ságvári
Endre Ságvári (nacido como Endre Spitzer, Budapest, Hungría, 4 de noviembre de 1913 - ib., 27 de julio de 1944), fue un abogado húngaro, activista comunista y antifascista.

## Biografía
Ságvári nació en una familia judía en Budapest . Se interesó por el marxismo cuando era estudiante y se unió al Partido Socialdemócrata de Hungría (MSZDP). En 1936 se graduó de la Facultad de Derecho de la Universidad Eötvös Loránd. En 1940, dejó el MSZDP por el entonces ilegal Partido Comunista de Hungría (MKP). Desde la década de 1930, Ságvári participó en la organización de manifestaciones contra la guerra, y después de la ocupación alemana de Hungría durante la Segunda Guerra Mundial, se unió a la resistencia clandestina. Finalmente, las autoridades localizaron a Ságvári y, en julio de 1944, cuatro gendarmes lo rodearon en un café de Budapest. Después de apuntar con su arma a los gendarmes e herir a tres de ellos, fue asesinado a tiros.

## Legado

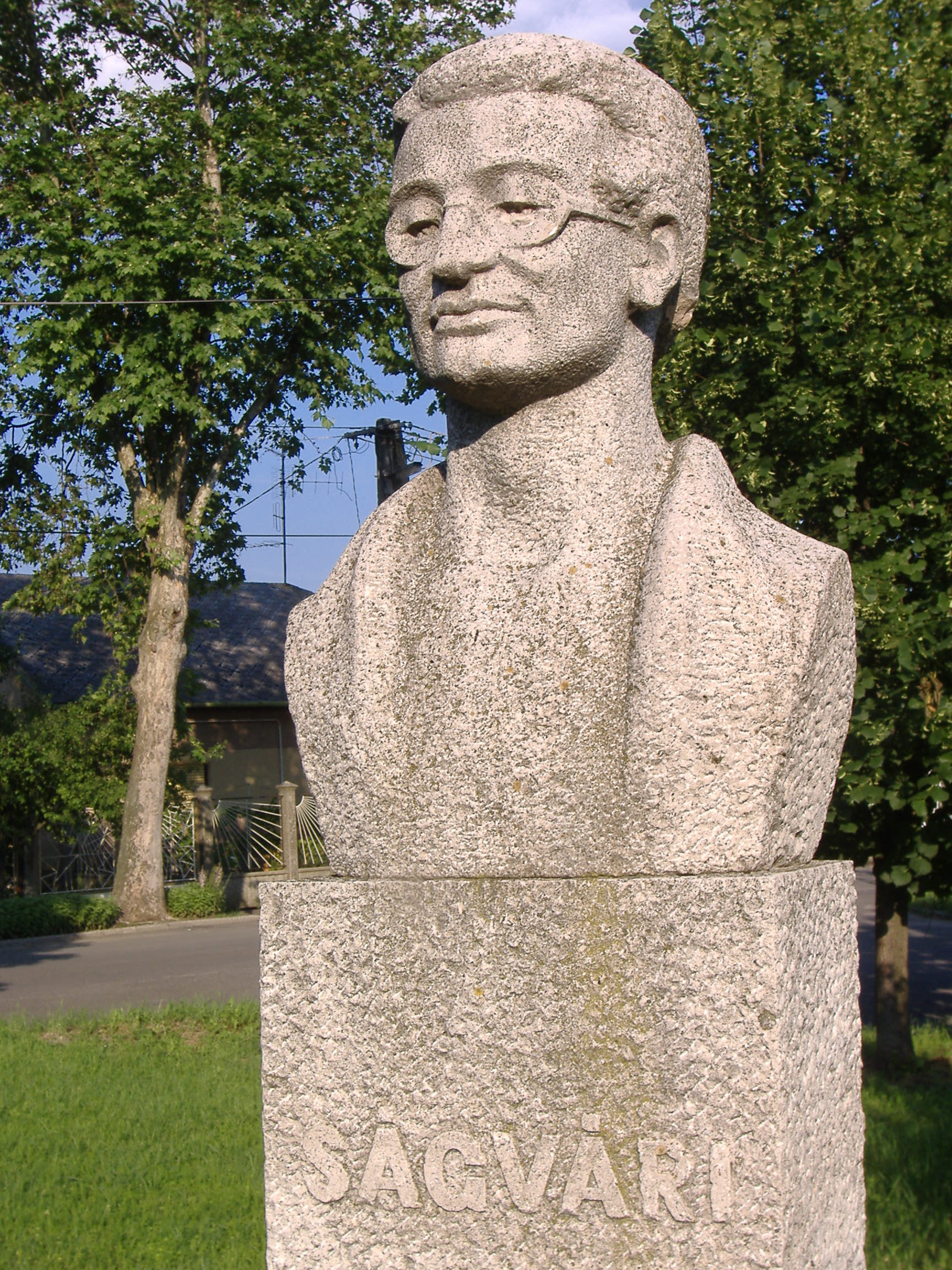
Estatua de Endre Ságvári en Makó.

Después de la caída del comunismo, se ha intentado representar a Ságvári como un criminal común en lugar de un mártir antifascista; las calles que llevan su nombre han sido renombradas, y muchos de los monumentos en su honor han sido retirados y derribados. En 2006, se anuló la condena de László Kristóf. Este proceso ha sido criticado por fuerzas de oposición en Hungría. Tamás Krausz, profesor de historia en la Universidad Eötvös Loránd en Budapest, ha afirmado que la representación poscomunista de Ságvári "refleja una tendencia más amplia en Europa central y oriental para rehabilitar a quienes colaboraron con los nazis y los fascistas de antes de la guerra, y criminalizar a quienes se resistieron a ellos".